# Gasnące ognie: podróż po Palestynie, Syrji, Mezopotamji
Gasnące ognie: podróż po Palestynie, Syrji, Mezopotamji − książka wydana w 1931 stanowiąca opis podróży, jaką autor Ferdynand Ossendowski odbył na Bliski Wschód w latach 20. XX wieku.
Ossendowski opisuję w swej książce podróż z Warszawy przez Bałkany do Palestyny. Nie poprzestaje na zaprezentowaniu odkrywanych przez siebie krajobrazów. Dokładnie przedstawia spotykanych ludzi, ich zachowania, zwyczaje, a nawet poglądy polityczne. Szczególnie dokładnie opisał Jerozolimę i jej mieszkańców, także spotkanych tam Polaków, m.in. o. Aureliusza Borkowskiego OFM czy ks. Marcina Pinciurka.
Autor odwiedził w czasie swej podróży, m.in.: Konstancę, Jafę, Jerozolimę, Betlejem, Hebron, Jerycho, Morze Martwe, Pustynię Judzką, Rów Jordanu, Sychem, Górę Tabor, Nazaret, Kafarnaum, Hajfę, Tyberiadę, Liban, Bagdad, Babilon, Karbalę, Damaszek, Palmirę, Baalbek i Bejrut.
W zamieszczonej na końcu książki bibliografii wymieniony został przewodnik Guide de Terre Sainte o. Barnabé Meistermanna OFM, wydany w Paryżu w 1923. Z polskich autorów wymienione zostały takie dzieła, jak Dzieła powszechne i cywilizacji H. Szelągowskiego, czy Jeruzalem i Jerycho W. Szczepańskiego z 1917.
W książce znalazło się też 60 miedziodruków.